# Bassaniodes pseudorectilineus
Bassaniodes pseudorectilineus is een spinnensoort uit de familie van de krabspinnen (Thomisidae).
De wetenschappelijke naam van de soort werd in 1995 als Psammitis pseudorectilineus gepubliceerd door Jörg Wunderlich.